# コロレット
コロレット（Coloretto）は、ドイツのカードゲーム。作者はミヒャエル・シャハト（ドイツ語: Michael Schacht (Spieleautor)）。2003年にドイツ・アバクスシュピーレ（Abacus Spiele）社から発売、日本語版はメビウスゲームズ社が販売している。プレイ人数は、2 - 5人。プレイ時間は約30分。対象年齢は8歳以上。
カードを列に置くか引き取るだけのシンプルなルールだが、欲しい色の列を早めに確保するか、カードの引きに期待するか、また自分のカードを揃えるか、他のプレイヤーを妨害するかなどのジレンマが毎回存在する。カラフルなカメレオンのカードのイラストはシャハト自身が手掛けている。

## ルール

### 準備
ゲームでは以下のカードを使用する。
- カラーカード（橙、青、茶、黄、灰、緑、赤[※ 2]がそれぞれ9枚）[※ 3]
  - 全て同色のカメレオンと草や木などの背景が描かれている。3人プレイでは1色、2人プレイでは2色のカラーカードを全て取り除く。
- 「+2」カード（10枚）
- ジョーカー（3枚）
- 最終ラウンドカード（1枚）
- 列カード（茶：5枚、緑：3枚）
  - 場にカードを置くための目印。茶は列に3枚並べられる3 - 5人用、緑はそれぞれ1枚、2枚、3枚のカードを並べられる2人用。茶はプレイ人数と同じ枚数を場に置く。
- 得点チャート（5枚）
  - 表裏で違う得点チャートが書いてある。

ゲーム開始前に、場にプレイ人数に応じた列カードを置く。各プレイヤーはどれか1枚のカラーカードを選び、自分の前に置いておく。この時、すべてのプレイヤーのカードの色が異なるようにする。その後、残ったカラーカード・「+2」カード・ジョーカーを裏向きによく混ぜてカードの山を作るが、山札の下から16枚目のところには予め最終ラウンドカードを入れておく。また、後述する2種類の得点チャートのうち、どちらを採用するかを協議で決定する。適当な方法で最初のプレイヤーを決め、ゲームを開始する。

### 進行
以下の進行は、3人から5人でプレイする際のものを記す。2人でプレイする際の異なる部分は後述する。
手番が来たプレイヤーは、以下の2種類のアクションからひとつを選択して実行する。実行後は、次のプレイヤーに手番を移す。
- 山札からカードを1枚引いて、場のいずれかの列カードの横に表向きに並べる。列カードごとに最大3枚まで並べることができる。
- カードを引かずに、場のいずれかの列にあるカードを全て引き取る。こちらを選択した場合はラウンドを抜け、ラウンド終了まで手番を飛ばされる。

全員が列を引き取るとラウンドが終了する。各プレイヤーは列カードのみを場に戻し、最後に列を引き取ったプレイヤーから新たなラウンドを開始する。
引き取ったカードは自分の前に色ごとに分けて置く。ゲーム終了時の各色のカード所持枚数によって、色ごとに点数が決定する。ただし、3色までがプラスの点数で、その他はマイナスの点数となる。プラスとなる3色は各プレイヤーが自由に決められる。得点チャートは2種類あり、標準ルールでは同じ色のカードが多いほど点数が高く、バリアントルールではカードを獲得しすぎると損をする点数配分となっている。
- 標準ルールの得点チャート
  - 1枚：1点、2枚：3点、3枚：6点、4枚：10点、5枚：15点、6枚以上：21点
- バリアントルールの得点チャート
  - 1枚：1点、2枚：4点、3枚：8点、4枚：7点、5枚：6点、6枚以上：5点

ジョーカーは点数計算時に好きな色のカードとして使用してよい。「+2」カードはカラーカードとは別計算で、1枚につき2点加算される。
山札が残り16枚になり、最終ラウンドカードがめくられると、代わりにその下のカードを引いた上でゲームを進め、全員が列を引き取ったところで終了となる。点数を計算して最高点を獲得したプレイヤーが勝ちとなる。

### 点数計算の例
得点チャートは標準ルールを採用し、最終的に以下のカードを獲得したとする。
- 橙6枚、青3枚、茶3枚、黄2枚、灰1枚、ジョーカー1枚、「+2」カード2枚

プラスとなる3色は橙、青、茶とする。ジョーカーは、すでに6枚ある橙に使っても意味がないため、青か茶として扱う。今回はジョーカーを青とみなし、青は4枚となる。
獲得した点数は(橙)21 + (青)10 + (茶)6 - (黄)3 - (灰)1 + (「+2」)4 = 37点である。

### 2人プレイ時
2人でプレイする際は以下の点が異なる。
- カラーカードを2色分取り除き、5色分だけを使う。
- ゲーム開始時、各プレイヤーはそれぞれ違う2色のカラーカードを選び、自分の前に置いておく。
- 緑の列カードを3枚並べる。カラーカードを置けるのはそれぞれの列カードに描かれている枚数（1枚、2枚、3枚）までとなる。
- 2人とも列を引き取ると、残った列のカラーカードはゲームから取り除き、次のラウンドを始める。

## 受賞歴
- 2003年：ドイツゲーム大賞9位
- 2003年：ドイツカードゲーム賞1位
- 2003年度：日本ボードゲーム大賞「海外ゲーム・入門者部門」受賞

## 関連商品
発売元は全てアバクスシュピーレ社。
ズーロレット（Zooloretto）
作者のシャハトがコロレットを発展させたボードゲームとして2007年に発表したゲーム。カメレオンのカードの代わりに動物が描かれたタイルをめくり、種類を増やしすぎないようにしつつ動物園を発展させることを目指す内容になっている。このゲームは2007年のドイツ年間ゲーム大賞を獲得し、その後も拡張版として続編作品が制作された。
コロレット10周年記念版
2013年にコロレットの発売10周年を祝して制作された記念版。パッケージやカードのイラストがOksana Svistunによりリニューアルされ、オリジナル版よりポップなデザインとなった。ゲーム内容はほぼオリジナル版に準ずるが、ジョーカーのうち1枚がゴールデンジョーカーになっている。ゴールデンジョーカーの効果自体は通常のジョーカーと同じだが、このカードを獲得した際には、強制的に山札からも1枚カードを獲得する。